# Rafał Wojaczek

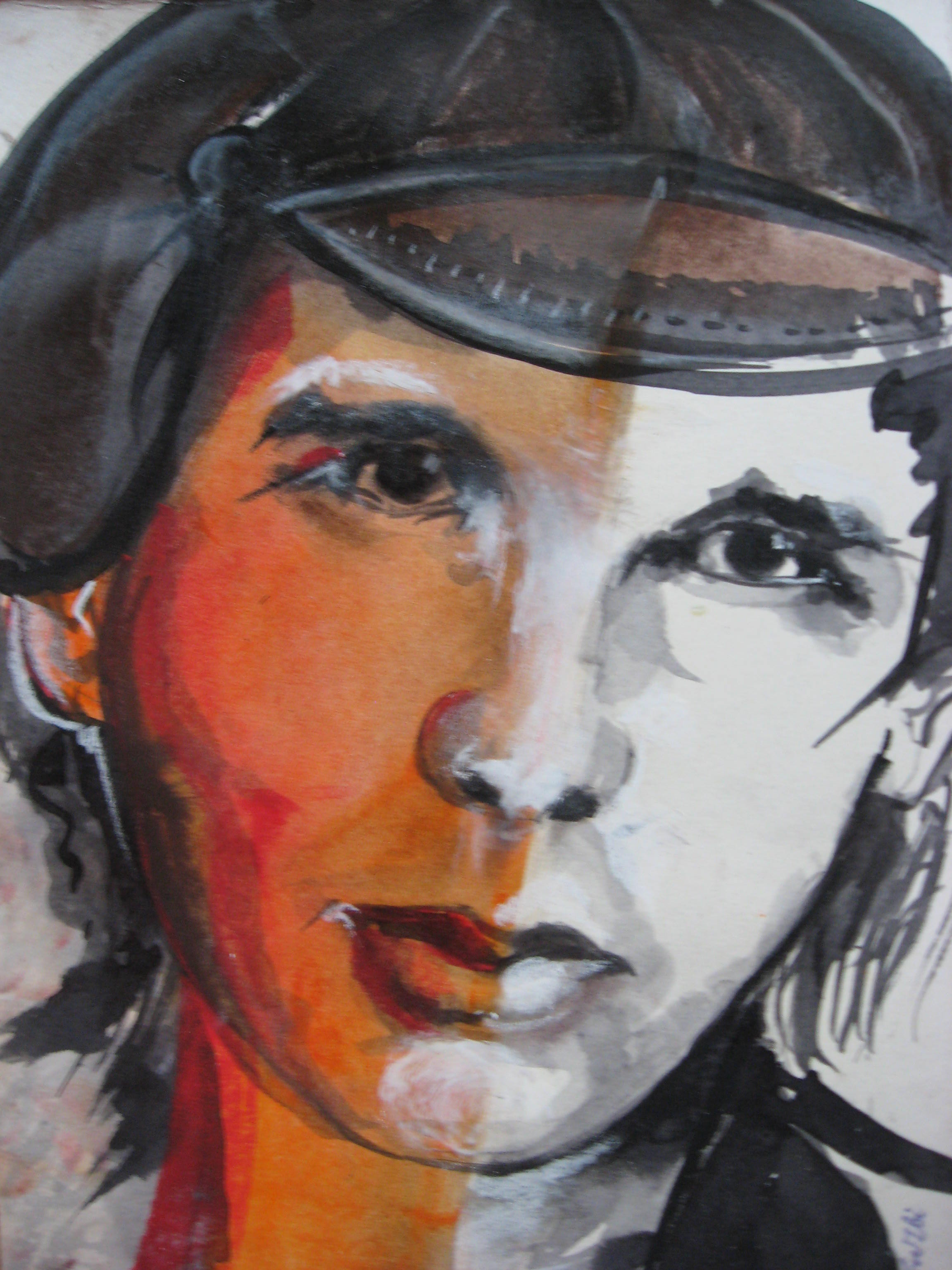
Zbigniew Kresowaty: Porträt von Rafał Wojaczek

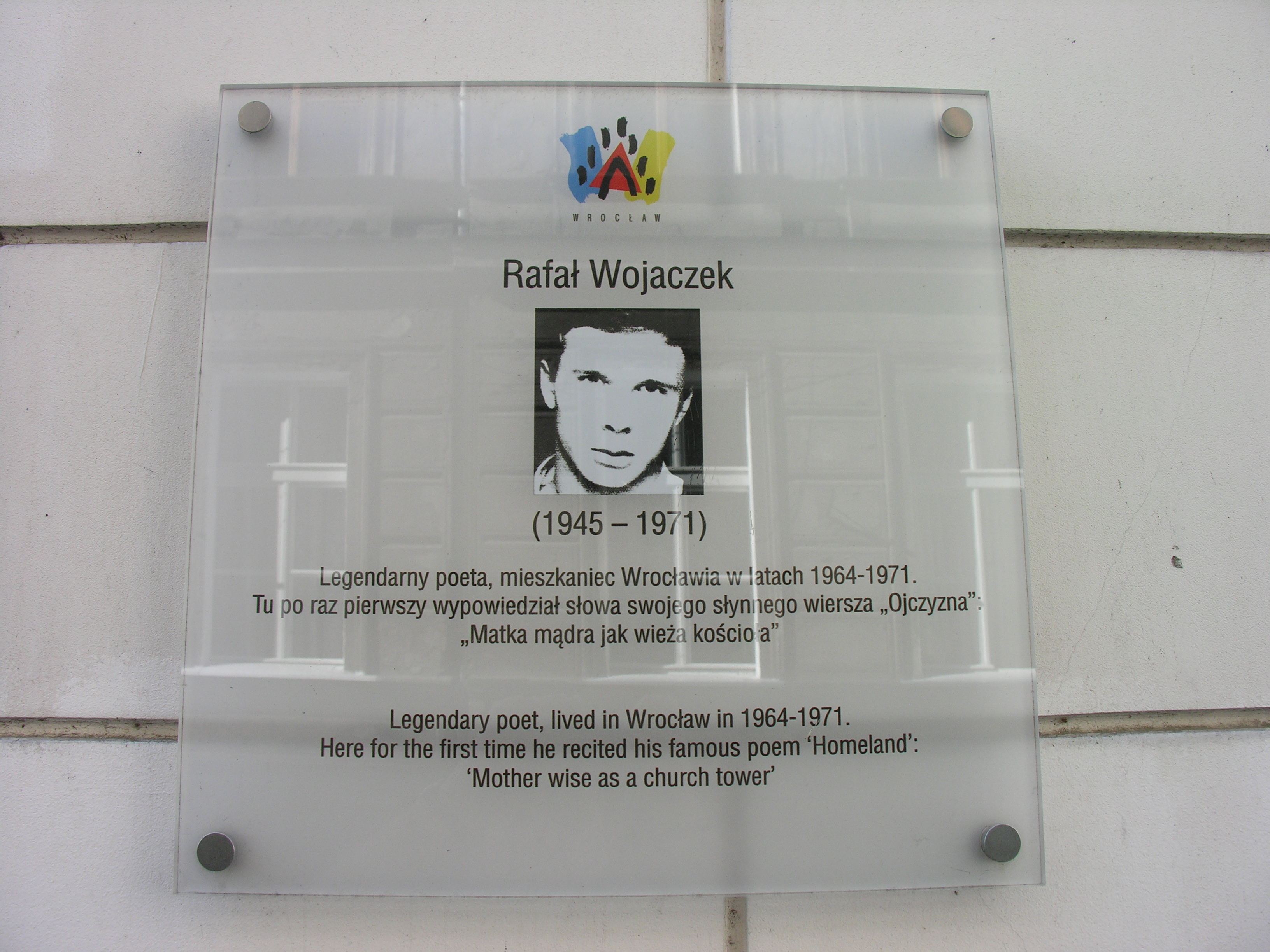
Gedenktafel für Wojaczek in Breslau

Rafał Wojaczek (* 6. Dezember 1945 in Mikołów; † 11. Mai 1971 in Breslau) war ein polnischer Lyriker.

## Leben

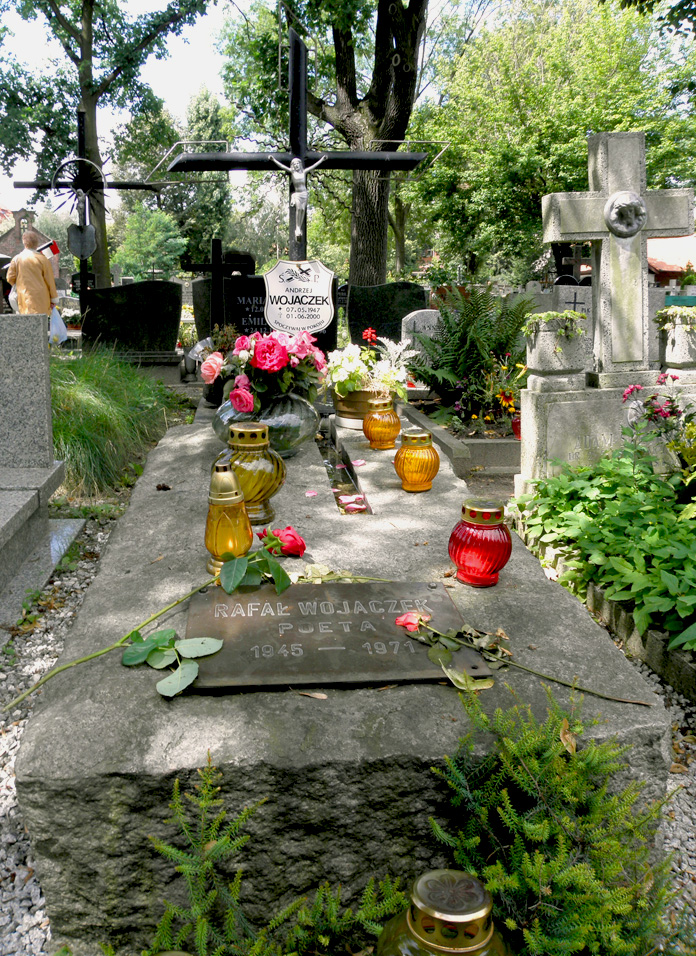
Gemeinschaftsgrab der Brüder Rafał und Andrzej Wojaczek

Wojaczek wurde in einer stadtbekannten und -geschätzten Familie geboren. Sein Vater war Gymnasiallehrer (später war er Schulleiter des Gymnasiums in Prudnik), seine Mutter arbeitete in einem Verlag. Er besuchte mehrere Gymnasien in Mikołów, Katowice-Ligota und Kędzierzyn-Koźle. Nach dem Abitur studierte er Polonistik an der Jagiellonen-Universität in Krakau, brach aber das Studium nach kurzer Zeit ab und zog 1964 nach Breslau, wo er mehrere Jobs ausprobierte, so arbeitete er unter anderem bei der städtischen Müllabfuhr. Während seiner Zeit in Breslau führte er ein exzessives Leben, galt als weltfremder Egomane und litt unter Selbstzerstörungswahn. Dies führte zum Alkoholismus und mehreren Selbstmordversuchen. 1971 starb er nach der Einnahme eines Medikamentencocktails.

## Arbeit
Wojaczek gehörte zu der gleichen Dichtergeneration wie Edward Stachura und Andrzej Bursa und gilt als einer der „jungen Wilden“ der polnischen Dichtung der 1960er Jahre. Als Dichter debütierte er 1965 in der Zeitschrift „Poezja“ (dt. Poesie). 1969 erschien sein Debüt-Gedichtband „Sezon“ (dt. Saison), der sehr gute Kritiken erhielt; 1970 veröffentlichte er seinen zweiten Gedichtband: „Inna bajka“ (dt. Das andere Märchen). Nach seinem Tod im Jahr 1971 erschienenen noch weitere dichterische Werke.
Wojaczeks Dichtung kann man dem Turpismus zuordnen, da in ihr verstärkt Motive der Verfremdung und Isolation sowie drastische Schilderungen des Todes vorkommen, vermischt mit erotisch angehauchtem Vokabular, düsteren Visionen und Sarkasmus. Postum wurde Wojaczek mit dem Andrzej-Bursa-Preis ausgezeichnet.
1999 drehte der polnische Regisseur Lech Majewski einen experimentellen Spielfilm über Wojaczeks Leben, der im Internationalen Forum der Berlinale 2000 zu sehen war.
Rafał Wojaczeks jüngerer Bruder Andrzej (1947–2000) erlangte Bekanntheit als Schauspieler.

## Werke
- Sezon („Saison“, 1969)
- Inna bajka („Das andere Märchen“, 1970)

Postum:
- Którego nie było („R. W. – Den es nicht gab“, 1972)
- Nie skończona krucjata („Der nicht beendete Kreuzzug“, 1972)
- Utwory zebrane („Gesammelte Werke“, 1976)
- Poezje wybrane („Ausgewählte Gedichte“, 1983)
- List do nieznanego poety („Brief an den unbekannten Dichter“, 1985)
- Wiersze („Gedichte“, 1996).

auf Deutsch:
- In tödlicher Not, Ausgewählte Gedichte, Rimbaud Verlag: Aachen, 2000